# Église Sainte-Catherine de Tchernihiv
 (septembre 2022).
Pour les articles homonymes, voir église Sainte-Catherine.
L'église Sainte-Catherine est une église orthodoxe de Tchernihiv, aujourd'hui monument national protégé. Elle a été construite au tournant des XVIIe et XVIIIe siècles. C'est un exemple remarquable de l'architecture de style baroque ukrainien de la région d'Ukraine de la rive gauche du XVIIIe siècle.

## Historique
L'église de pierres blanches a été érigée grâce aux fonds des frères Sémion et Yakov Lizogoub, en mémoire de leur père Euphyme et de leur grand-père Yakov qui, à la tête de troupes cosaques, défendit la forteresse d’Azov contre les Turcs en 1696. Elle se situe dans le centre historique de Tchernihiv et a été construite à l'emplacement d'une ancienne église de Tretiak, ancienne forteresse de la ville. L’église Sainte-Catherine, dédiée à Catherine d'Alexandrie, est consacrée en 1715 par l’archevêque Stakhovski. Elle subit un incendie en 1837 et est alors restaurée. Une nouvelle iconostase en style éclectique, aujourd’hui disparue, est commandée à cette occasion.
Le clocher a été reconstruit en briques en 1908. L’église a été fermée par les autorités locales en 1933 et a été abimée pendant les années d’occupation allemande (incendie et destruction d’une des coupoles). Elle est restaurée entre 1947 et 1955 et inscrite au patrimoine historique en 1962. Entre 1975 et 1980, de nouveaux travaux de restauration s'appliquent essentiellement à l'intérieur de l'église, et les coupoles sont redorées. Elle est transformée en musée jusqu’en 2006.

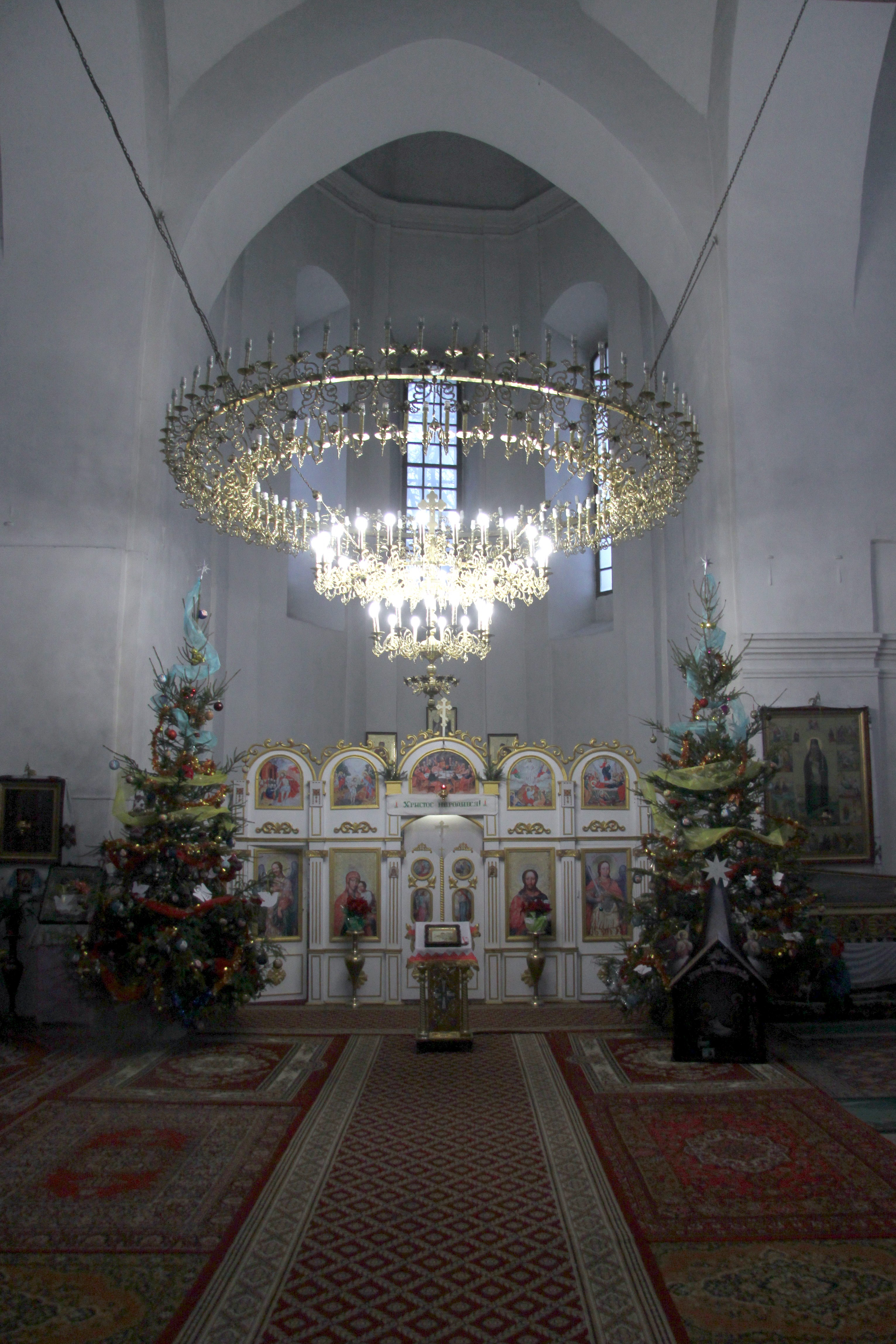
L'iconostase à l'intérieur de l'église.

Au printemps 1990, un groupe d’initiative des cosaques de la ville renouvèle l’activité sociale de la communauté, interdite en 1933 par le pouvoir soviétique.
En 1992, la communauté cosaque orthodoxe de l’église est officiellement enregistrée par l’État et est reconnue en 1994 comme “successeur en droits et devoirs“ de la communauté précédente (art.1 du Statut de communauté). 
Le 2 avril 1995, la communauté cosaque orthodoxe fut mise sous le patronage du patriarche Vladimir Romaniuk (art.1 du Statut de communauté).
Conformément à l’arrêté du Président de l’administration publique régionale de Tchernihiv M. Lavrik datant du 5 avril 2006, l’édifice de culte fut rendu à la communauté cosaque orthodoxe de l’Église orthodoxe Ukrainienne du Patriarcat de Kiev.
Le 22 mai 2008, le jour de Saint Nicolas, par la décision d’appel de l’Ukraine    
décision d’appel de l’Ukraine[précision nécessaire], la légalité de la remise aux croyants de l’Église orthodoxe ukrainienne du Patriarcat de Kiev fut confirmée. 
Le 19 juillet 2008, 75 ans après l’interdiction, la communauté cosaque orthodoxe, avec à sa tête le Conseil paroissial et l’évêque de Thernihiv et de Nizhyn, entra dans l’église et renouvela le service divin. À compter de cette date, l’église est devenue la cathédrale cosaque du diocèse de Tchernihiv. 
Le 7 décembre 2011, la cathédrale Sainte-Catherine vit la canonisation solennelle du révérend Mercure, hegumenos (le Supérieur) Bryguinsky. La cérémonie fut dirigée par le patriarche Filaréte. La châsse des reliques du révérend est devenue par la suite un des principaux objets de culte.
Les paroissiens de l’église ont activement soutenu l’Euromaidan en 2013 et la Révolution de la Dignité qui s'ensuivit. Ils ont également soutenu le mouvement de volontaires contribuant à la régénération de l’armée ukrainienne. La liste synodique de cosaque Sainte Catherine fut complétée de plus d’une centaine de volontaires apportant leur appui matériel et financier. Avec la participation directe de l’archiprêtre Eugéne (Orda) et le président du Conseil paroissiale, l’aide était portée au Maidan de Kiev et vers la zone des hostilités / des opérations antiterroristes.
Des militaires et des volontaires ukrainiens de la paroisse prirent également part à la lutte contre les agresseurs russes. Le 26 juin  2014 dans la zone des opérations antiterroristes près de la ville de Lougansk périt le paroissien de l’église Mykola Broui. L’office des morts eut lieu par la décision du Conseil paroissial, le nom du héros Mykola fut inscrit sur la liste synodique.
Sur le décret du Président du 15 mai 2015, Mykola fut décoré de l’Ordre du troisième degré pour le courage, professionnalisme et la fidélité au serment dont il avait fait preuve en défendant la souveraineté de l’État et l’intégrité territoriale de l’Ukraine.
D'après la tradition ukrainienne et l’ancienne coutume cosaque sur la liste synodique sont inscrits les noms de 134 héros de la région, y compris 24 des contrées Tchernihiviennes qui périrent pour la défense de l’Ukraine.
L'église a été bombardée par l'armée russe lors d'une tentative de capture de Tchernihiv en février-avril 2022.

## Conflits autour de l’église

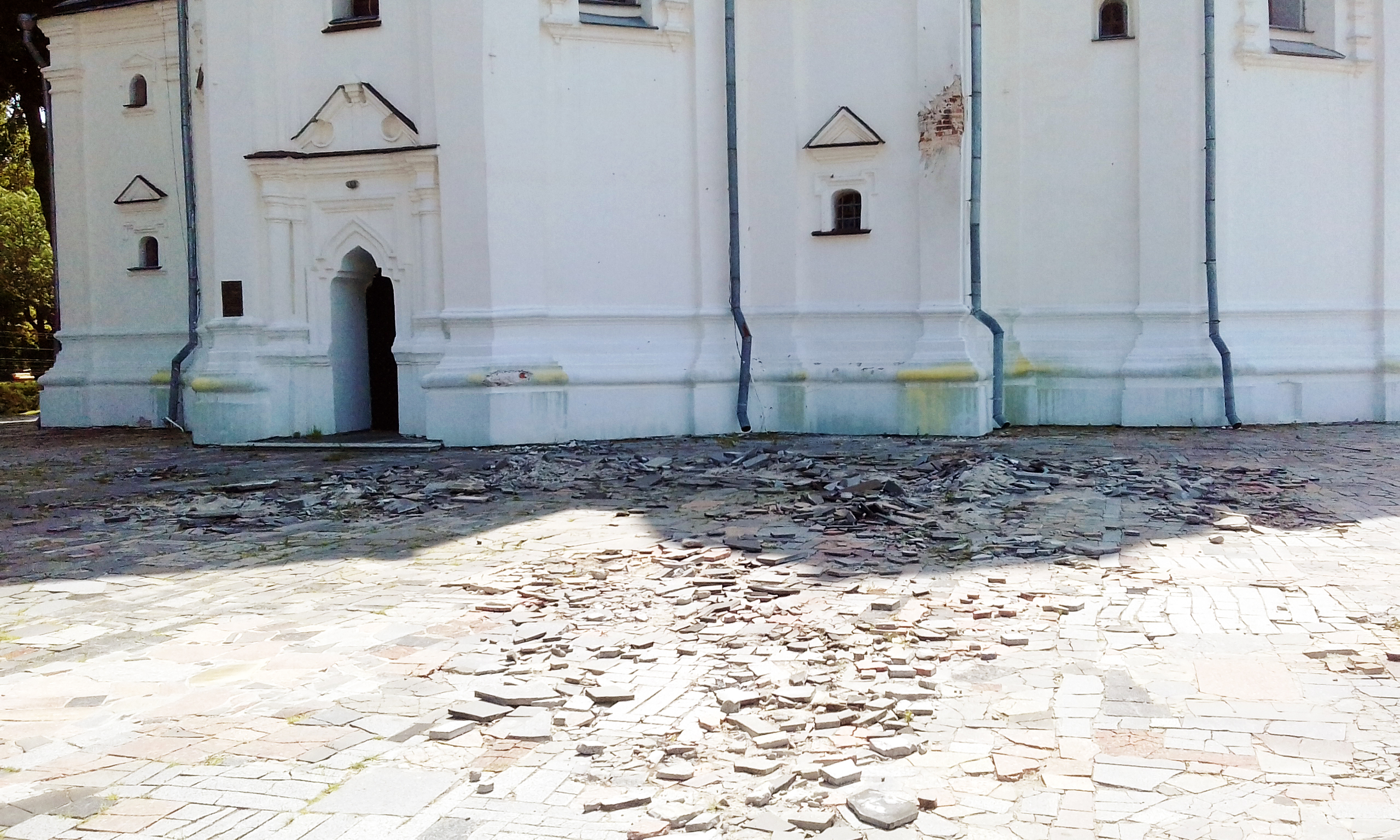
Conséquences du bombardement de l'église par les forces d'occupation russes. Tchernihiv. 19 juin 2022

Le patriarcat de Kiev ainsi que l’Église orthodoxe de Russie en Ukraine revendiquent l'église Sainte-Catherine de Tchernihiv. Les représentants de l’Église orthodoxe de Russie en Ukraine ont établi "une église de camp" sous la forme d'une tente en bâche dressée sous les murailles de Tchernihiv.  
Sous la pression de la communauté de Tchernihiv après la Révolution de Dignité, la tente fut démontée, et jamais reconstruite, par les croyants de l’Église orthodoxe de Russie en Ukraine.

## Source
- (ru) Cet article est partiellement ou en totalité issu de l’article de Wikipédia en russe intitulé « Екатерининская церковь (Чернигов) » (voir la liste des auteurs).